# Buchleite bei Markt Berolzheim
Die Buchleite (offiziell Buchleite bei Markt Berolzheim) ist ein Naturschutzgebiet nahe Markt Berolzheim im mittelfränkischen Landkreis Weißenburg-Gunzenhausen.
Das Gebiet ist rund 30 Hektar groß und liegt an einem Nordhang des Hahnenkamms im Naturpark Altmühltal, südlich von Markt Berolzheim und nahe dem Berolzheimer Wald auf einer Höhe von rund 500 m ü. NHN.
Es wurde 1994 als 48. Naturschutzgebiet Mittelfrankens ausgewiesen. Unterhalb des Waldes befinden sich beweidete Halbtrockenrasen, auf denen sich durch die Beweidung mit Schafen weidefeste Arten wie etwa Hauhecheln und Silberdisteln angesiedelt haben. Bis heute gibt es Vorkommen von Gewöhnlichem Fransenenzian, Deutschem Fransenenzian und Frühlingsenzian. In den Quellvernässungen befindet sich Niedermoorvegetation, während etliche alte Obstbäume seltene Insektenarten anziehen, von denen sich die Vögel, Fledermäuse und Bilche des Naturschutzgebietes ernähren. In der Buchleite gibt es mehrere Hutungen und Streuobstwiesen, die für diese Region typisch sind. Hier finden sich auch sieben rund 300 Jahre alte Linden, die Sieben Linden, ein Naturdenkmal. Inmitten dieser Linden steht eine Schaftränke.
Auf dem Gebiet des Naturschutzgebietes befindet sich einer von drei ehemaligen Brauereikellern, die Mitte des 19. Jahrhunderts angelegt wurden und heute als Baudenkmal gekennzeichnet sind. Dort überwintern mehrere Fledermausarten. Die beiden anderen Brauereikeller befinden sich 100 m südwestlich vom Naturschutzgebiet.
Eine spezielle Internetseite des Marktes Markt Berolzheim und der Regierung von Mittelfranken informiert über die wertvollen Lebensräume und speziell über zahlreiche, oft seltene Obstsorten.